# Marko Bates
Marko Bates (24 marzo 1990) è un giocatore di football americano e allenatore di football americano serbo, che gioca nel ruolo di cornerback per i Beograd Vukovi.